# Dongal
Dongal (persiska: Dāngal, دنگل) är en ort i Iran.   Den ligger i provinsen Nordkhorasan, i den nordöstra delen av landet, 600 km öster om huvudstaden Teheran. Dongal ligger 863 meter över havet och antalet invånare är 337.
Terrängen runt Dongal är huvudsakligen kuperad. Dongal ligger nere i en dal. Runt Dongal är det ganska glesbefolkat, med 27 invånare per kvadratkilometer. Närmaste större samhälle är Bojnourd, 17,3 km söder om Dongal. Omgivningarna runt Dongal är i huvudsak ett öppet busklandskap.